# زیبای لکه‌دار
زیبای لکه‌دار (Alcis repandata) پروانهای از تیرهٔ زمین‌سنجان (Geometridae) است. این گونه برای نخستین بار توسط کارل لینه در ۱۷۵۸ نسخه دهم سامانه طبیعت توصیف شد.

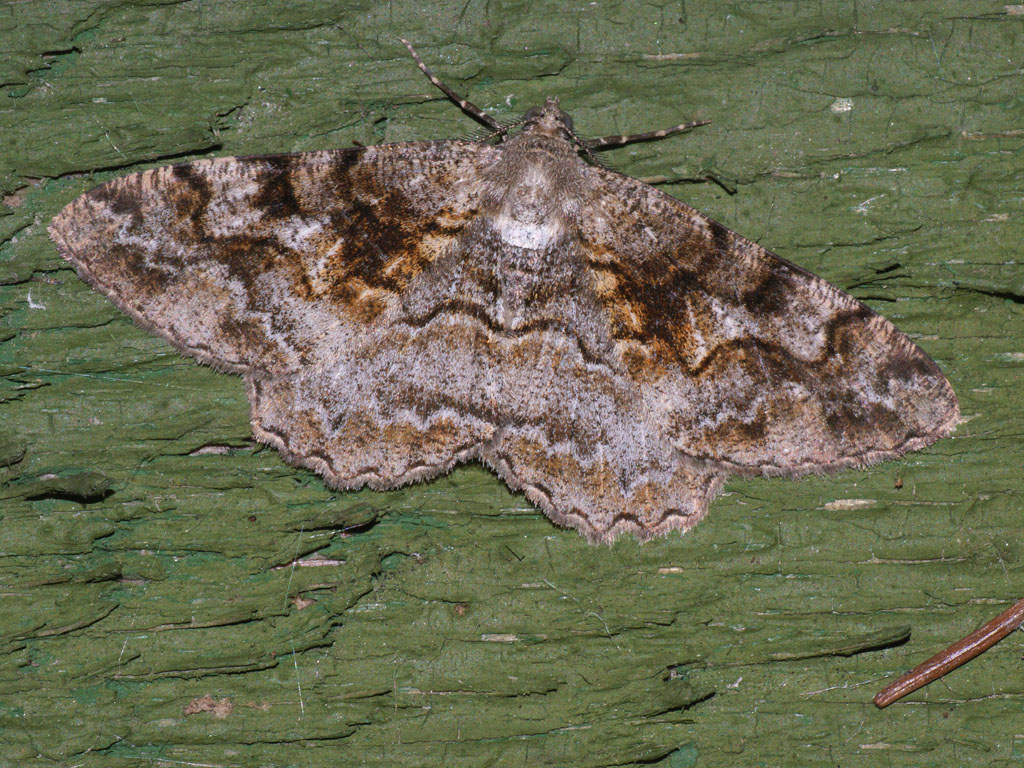
پروانه بالغ